# Подводный буровой комплекс
Подводный буровой комплекс (ПБК) — комплекс, предназначенный для подводного бурения и ведения буровых работ в условиях, где применять обычные платформы просто невозможно. Предназначен для круглогодичного ведения буровых работ при разработке месторождений нефти и газа на глубоководном шельфе арктических морей независимо от погодных условий и ледовой обстановки.
Концепция разработки месторождений на арктическом шельфе с использованием подводных аппаратов критикуется экологическими организациями, такими как Беллона.

## Конструкция
ПБК состоит из подводного бурового судна (ПБС) и донной опорной плиты (ДОП). Разрабатывается в конструкторском бюро «ОАО ЦКБ Лазурит». Способ и технологический комплекс добычи запатентованы в России в 1999 году.